# Regine Schumann
Pour les articles homonymes, voir Schumann (homonymie).
Regine Schumann (née le 23 février 1961 à Goslar) est une peintre et light artiste allemande.

## Biographie
Regine Schumann étudie de 1982 à 1989 à la Haute École d'arts plastiques de Brunswick. En 1989, elle obtient un master. De 1986 à 1994, elle est membre du groupe Freiraum avec Dieter Hinz et Frank Fuhrmann. Après une bourse de la DAAD pour un voyage en Italie en 1990 puis une de la région Rhénanie-du-Nord-Westphalie pour un voyage au Japon en 2000 et des projets d'art public, elle reçoit le prix Leo-Breuer en 2006.
Dans son travail, Regine Schumann se concentre sur les effets de lumière créés par des matériaux fluorescents. Elle utilise notamment des cordons lumineux coloré et des panneaux de verre acrylique de différentes couleurs qu'elle assemble, inspirés par la la théorie des couleurs de Goethe.
La lumière noire est utilisée comme moyen de variation. Ses installations spatiales se concentrent sur l'expansion de l'architecture existante par une dimension vibratoire et sur ce qu'elle nomme le concept de « températures ambiantes » : « l'inclusion de principes sculpturaux tels que l'accrochage, la pose, l'arrangement, le contreventement, l'enveloppement est caractéristique du travail de Regine Schumann et transforme la pensée en couleurs et en espaces colorés en une plasticité qui peut être vécue dans l'espace ».

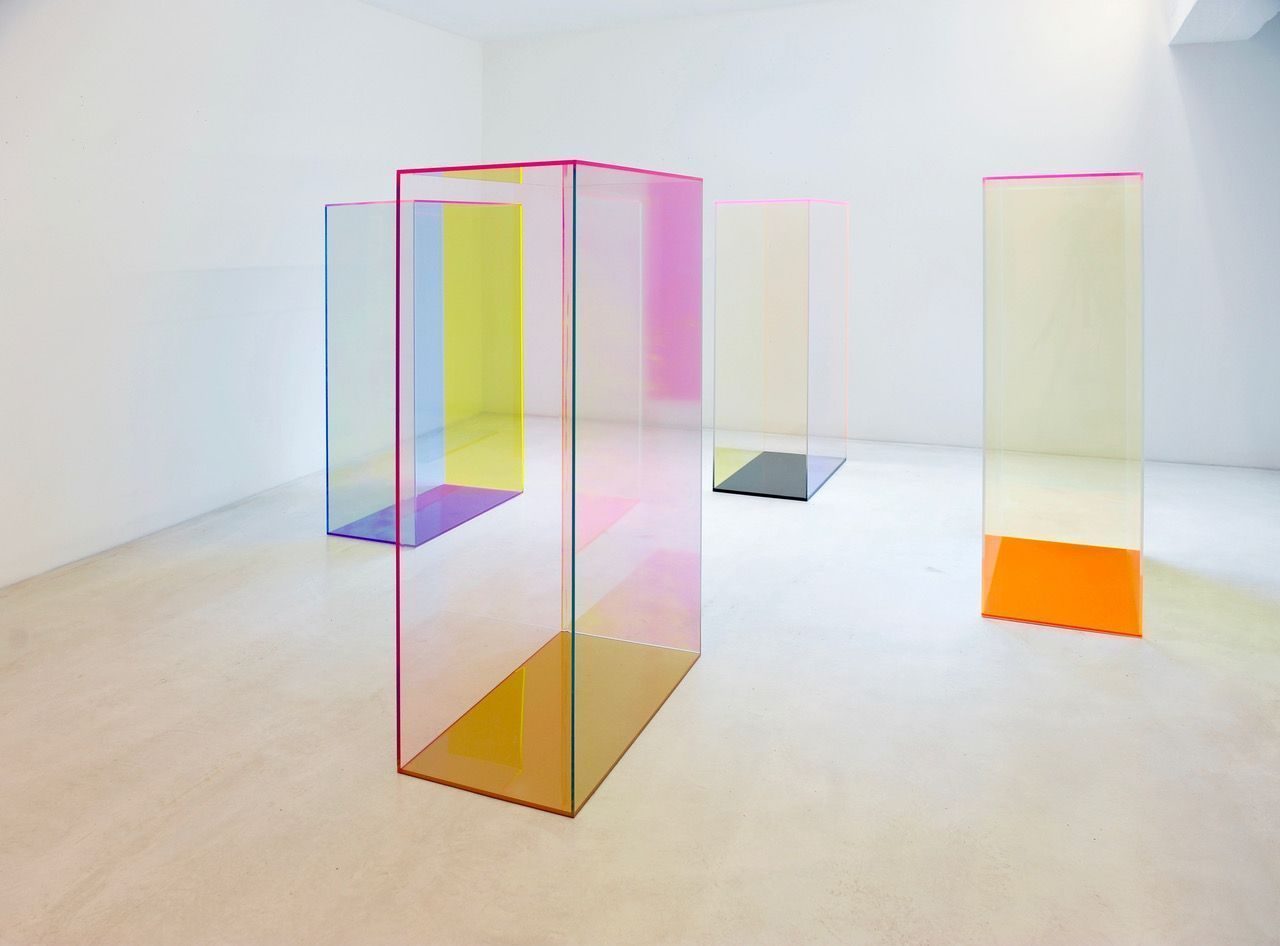
"Lightcatcher" (2017, Installation en quatre parties), Verre acrylique fluorescent, chacun 160 × 90 × 50 cm
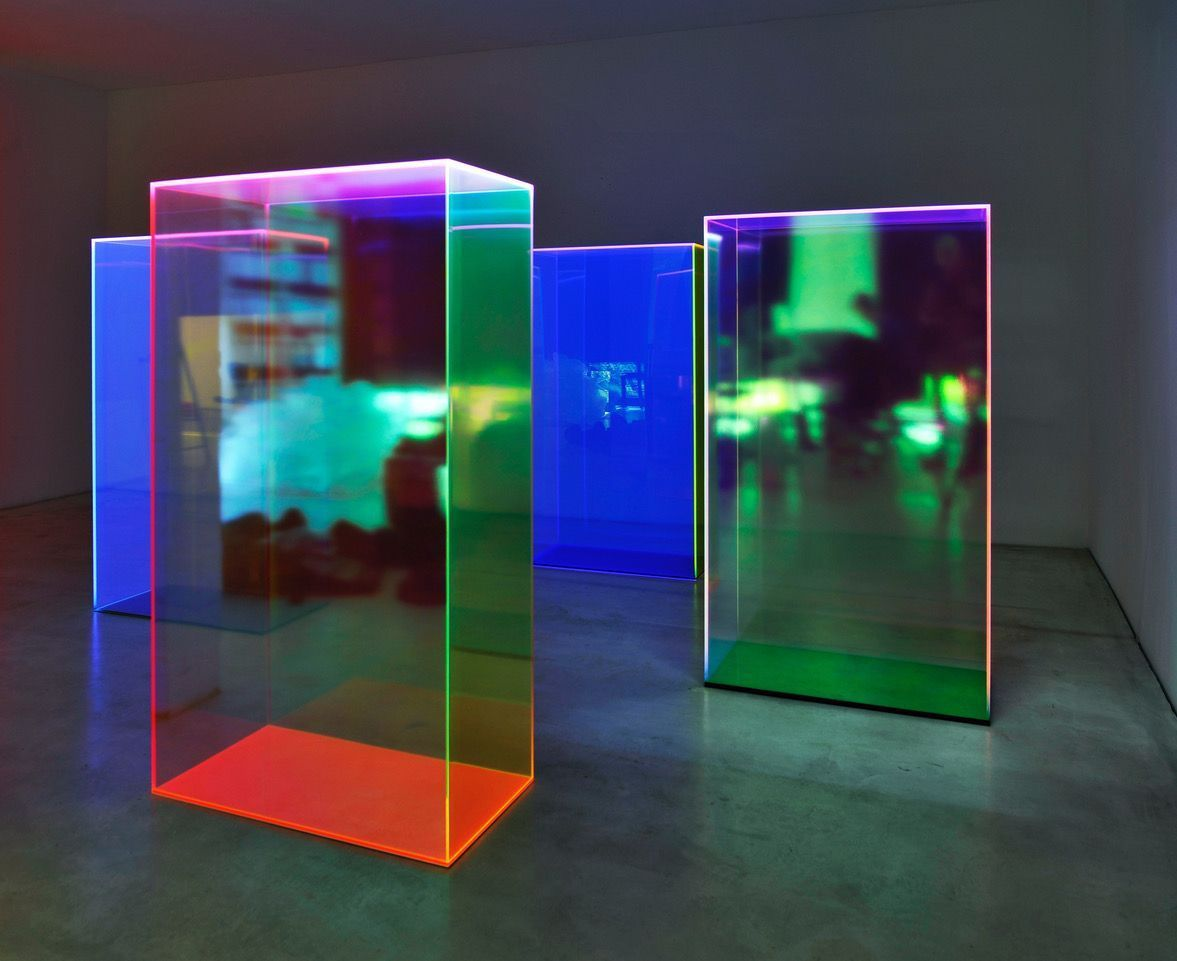
"Lightcatcher" (2017), Vue de l'installation 1
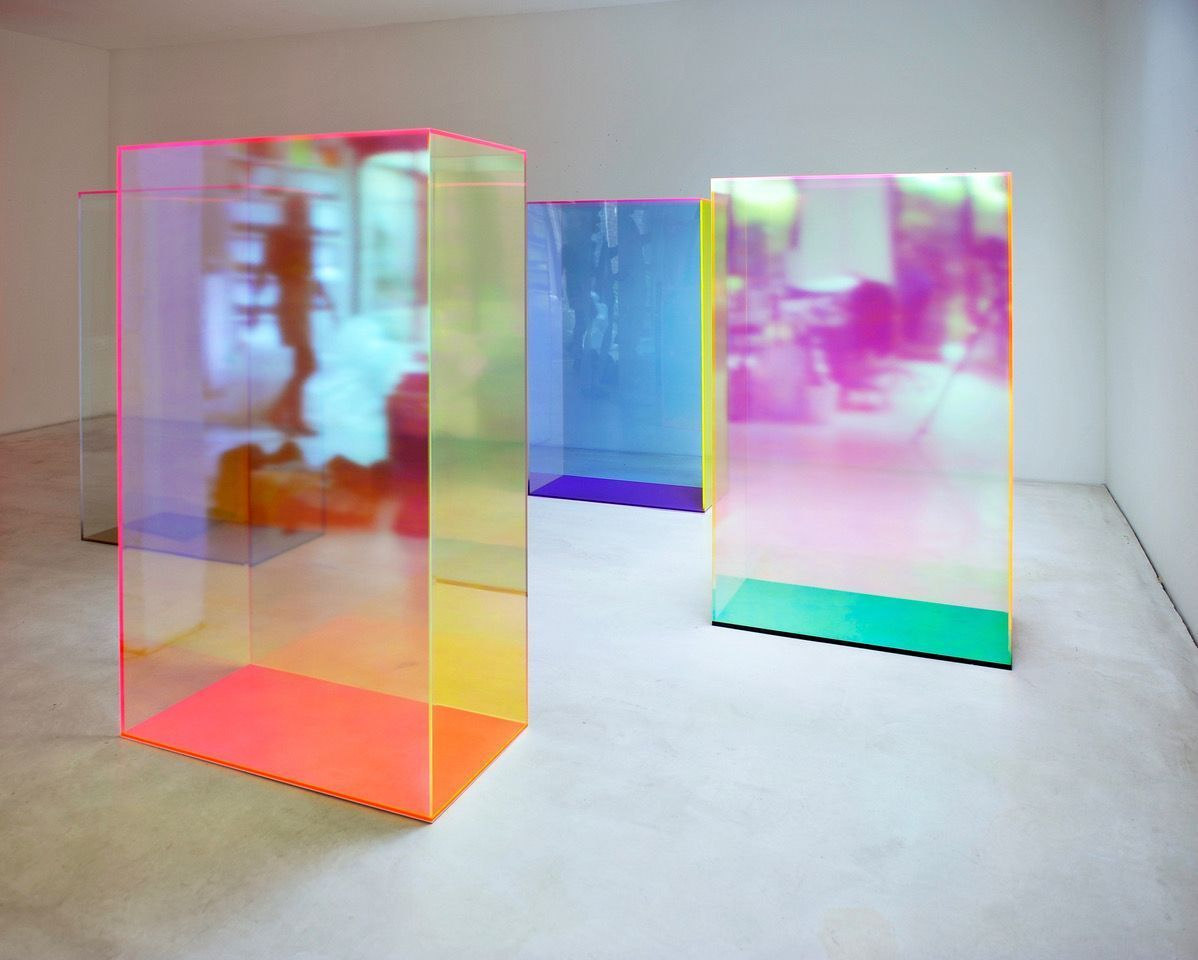
"Lightcatcher" (2017), Vue de l'installation 2

Regine Schumann décrit sa méthode de travail comme suit : « le matériel du verre acrylique coloré et fluorescent joue ici un rôle important. Le matériel que j'utilise brille dès qu'il reçoit de l'énergie lumineuse, qu'il s'agisse de la lumière naturelle du jour ou de la lumière artificielle. A travers de les plaques colorés différentes donnent des effets de lumière qui se superposent, se mélangent, se brillent à travers, se sélectionnent, selon l'emplacement ». Ce sont ces effets de lumière difficiles à nommer et en constante évolution qu'elle met en œuvre dans ses installations.

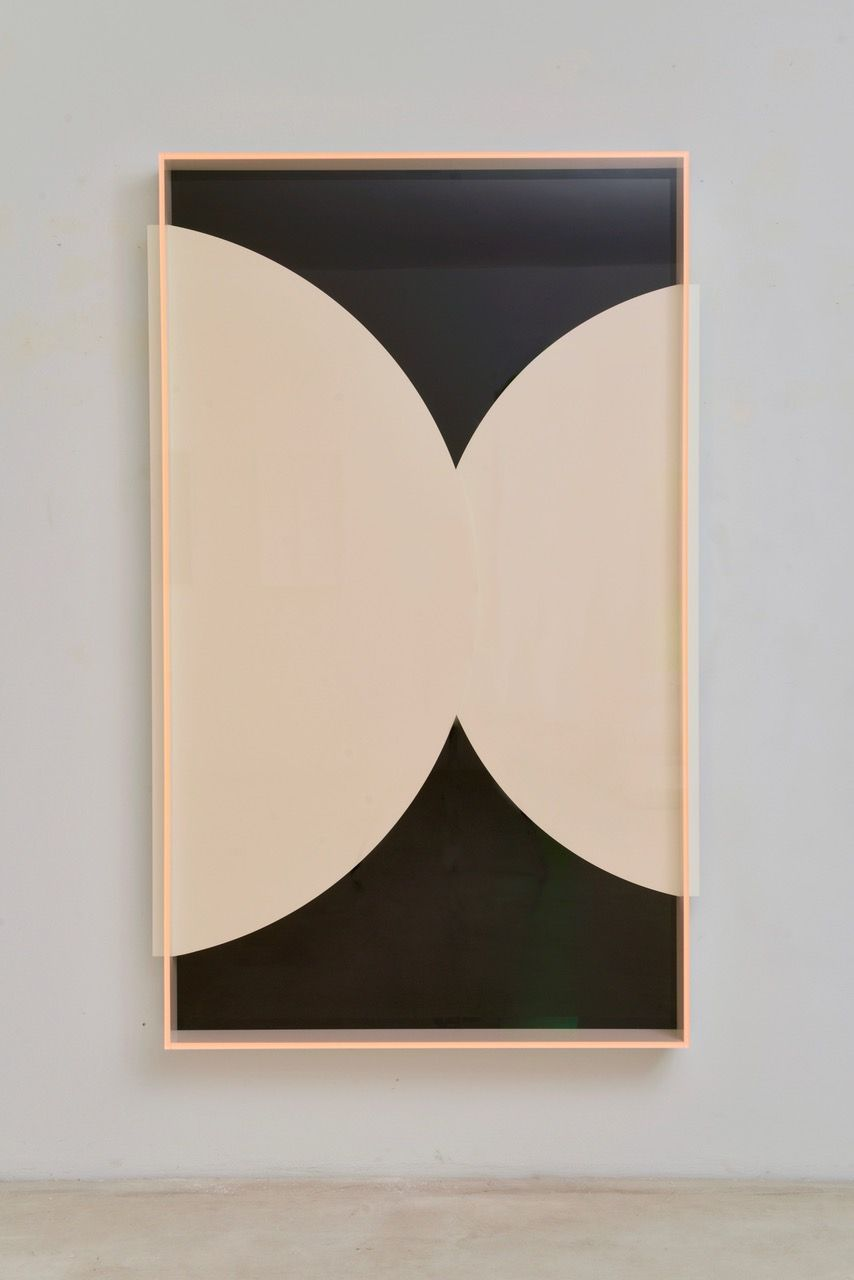
"Colormirror Moons Nr 2 (2020)" à la lumière du jour (170 × 100 × 11 cm) Verre acrylique fluorescent
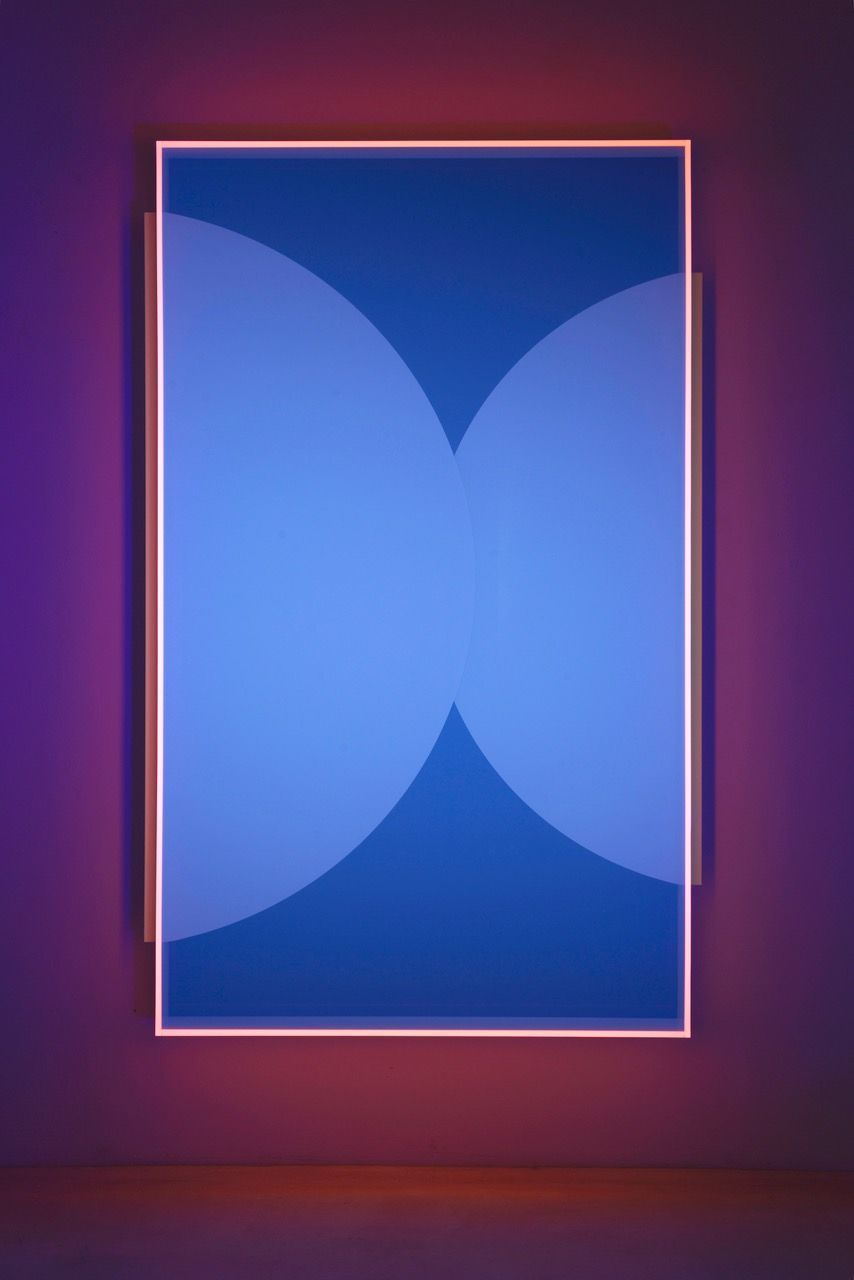
"Colormirror Moons Nr 2"  à la  la lumière noire
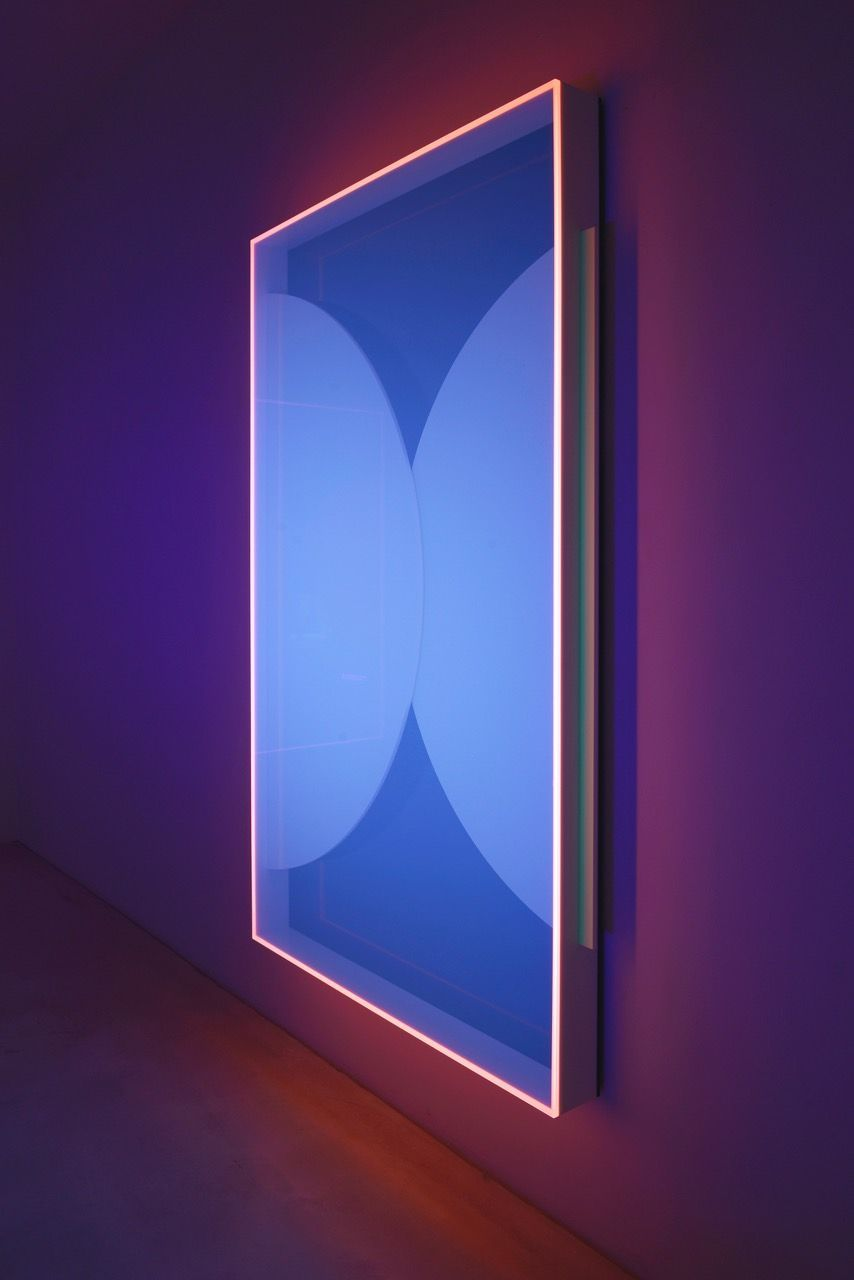
"Colormirror Moons Nr 2", Vue de profil"

## Œuvres dans des collections publiques (sélection)
- Kunstmuseum Celle mit Sammlung Robert Simon, Celle, Allemagne
- Rheinisches Landesmuseum Bonn, Bonn, Allemagne
- Centrum Kunstlicht in de Kunst, (Centre Lumière dans l'art), Eindhoven, Pays-Bas
- Stadtmuseum Oldenbourg, (Musée de la ville d'Oldenbourg), Oldenbourg, Allemagne
- Sparkasse Köln–Bonn, Cologne, Allemagne
- Stroom Stiftung, (Fondation Stroom), La Haye, Pays-Bas
- Kloster St. Wolfgang, (Musée municipal de la ville d'Engen), Engen, Allemagne
- Staatliches Museum Schwerin, Schwerin, Allemagne
- Museum Ritter, Waldenbuch, Allemagne
- Das kleine Museum (Le petit musée)[6], Weißenstadt, Allemagne
- Kunsthalle Osnabrück, Osnabrück, Allemagne
- Museum für Angewandte Kunst Köln (Musée des arts appliqués Cologne)[7], Cologne, Allemagne
- Kunstmuseum Ahlen[8]

## L'art dans les lieux publics

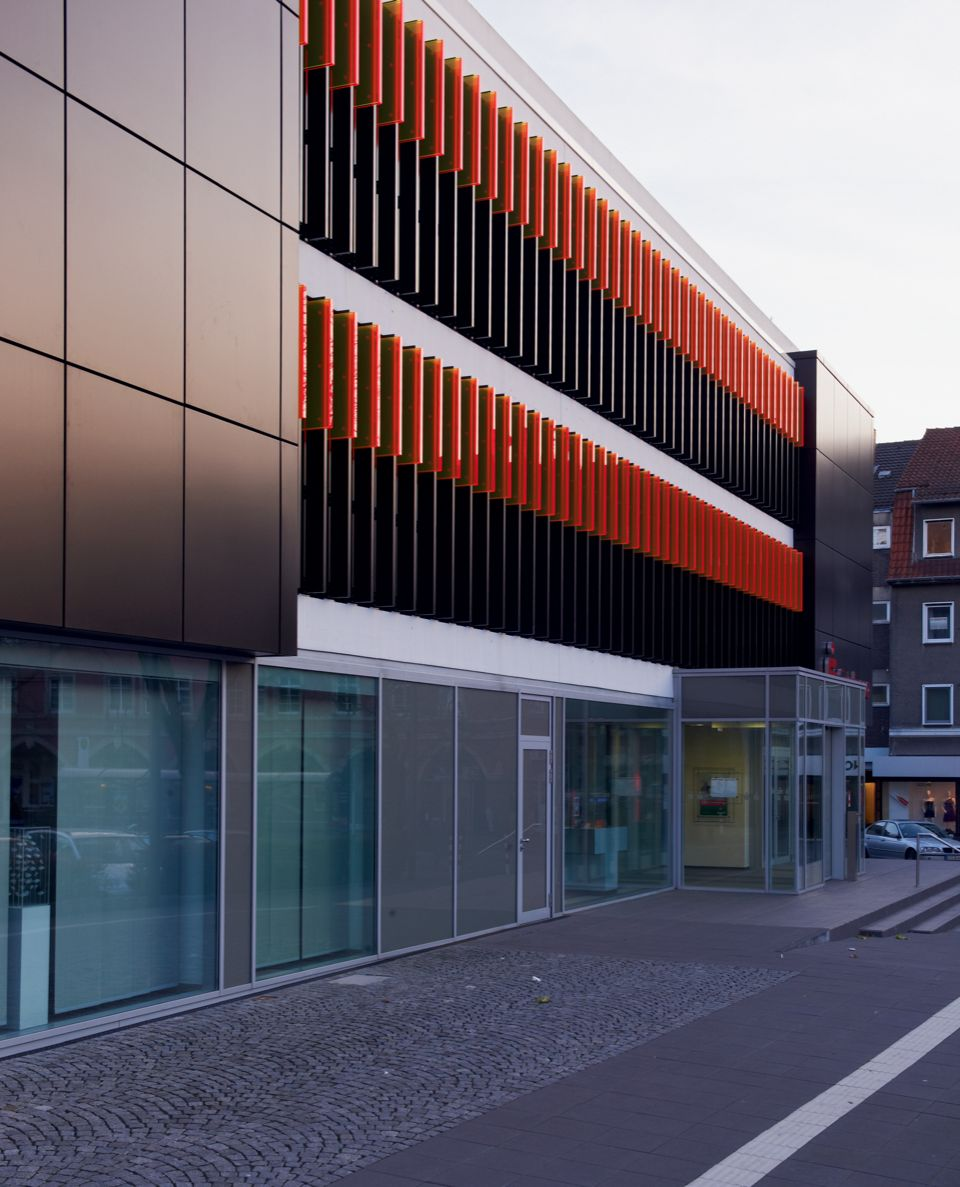
Installation artistique sur la façade extérieure du Quartier général de Sparkasse Gütersloh-Rietberg, Verre acrylique fluorescent, 2010 86 éléments chacun 120 × 5 × 50 cm, Vue de profil
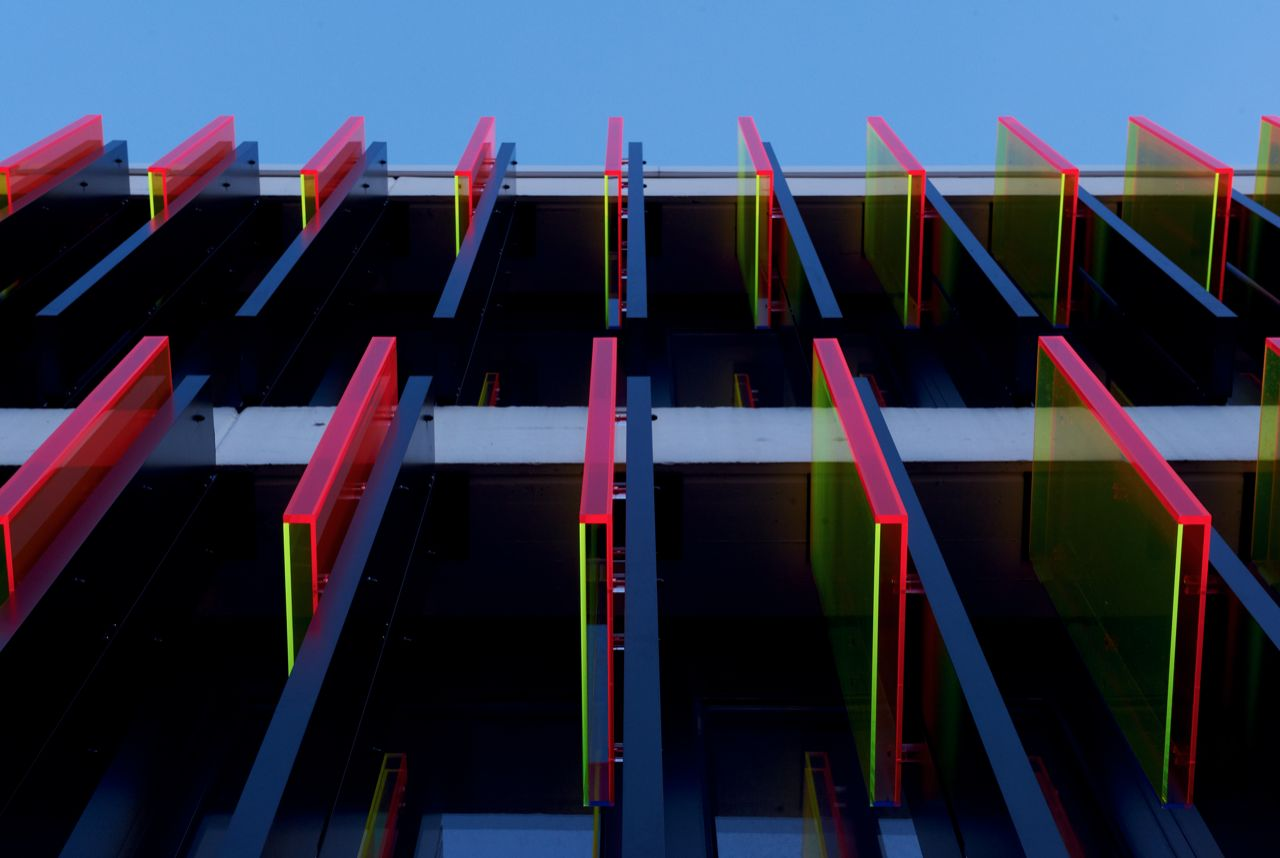
Installation artistique sur la façade extérieure, Verre acrylique fluorescent, à la lumière du jour
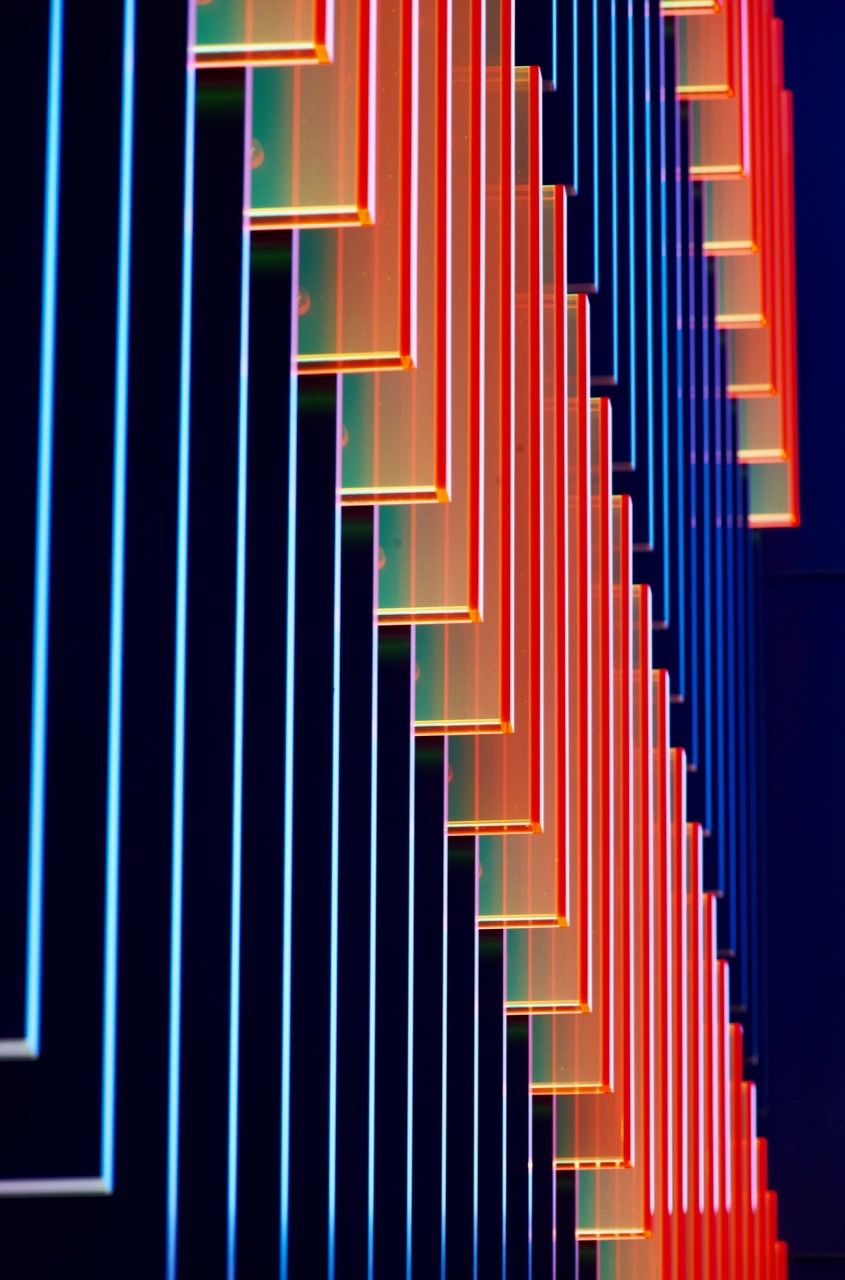
Installation artistique sur la façade extérieure, Verre acrylique fluorescent, à la nuit avec la lumière noire

- 2001: Transparent und Spiegelung (Transparent et miroir), InnSide Hotel, Düsseldorf, Allemagne
- 2001: Cardo, Gesellschaft für Industrieforschung (Société pour la recherche industrielle), Alsdorf, Allemagne
- 2002: Farblinien (Lignes de couleur), Astron Hotel, Köln, Allemagne
- 2002: Tubies, Façade extérieure de la maison de retraite St. Josefspflege, Ludwigshafen, Allemagne
- 2003: Connection und Wasserlauf (connexion et cours d'eau), CiV Hilden, Allemagne
- 2005: Doppelblende (Double ouverture), CTcon Unternehmensberatung, Bonn et Francfort-sur-le-Main, Allemagne
- 2006: Lightline and Flying Circles (Lightline et cercles volants), Wateringse Veld College, Kommission Stroom, La Haye, Pays-Bas
- 2006: Schlitz (La Fissure), Centre de contrôle de la Police de la Sarre, Sarrebruck, Allemagne
- 2007: Soft Colourmirrors (Miroirs de couleurs douces), Centre cardiaque de l'hôpital universitaire de Cologne, Allemagne
- 2009: Thoughts (Pensées), Société d'avocats Freshfields Bruckhaus Deringer, Hambourg, Allemagne
- 2010: Die Fuge (La Fugue) – Conception de la façade, Sparkasse Gütersloh-Rietberg, Gütersloh, Allemagne
- 2011: Der Hamburger Gral (Le Graal de Hambourg), Société d'avocats Freshfields Bruckhaus Deringer, Hambourg, Allemagne
- 2011: Cameo, Centre des accidents de Rhénanie-du-Nord-Westphalie, bâtiment administratif, Münster, Allemagne
- 2012: Leuchtwerke (Travaux de Rayonner), Barceló Hotel, Hambourg, Allemagne
- 2013: Brix, Organisation des artisans du quartier, Mönchengladbach, Allemagne
- 2020: Conception de l'intérieur de l'église du Rédempteur[9], Bad Godesberg, Allemagne
- 2023: Innerlight[10], Installation lumineuse dans la salle des compresseurs de la galerie minières Santa Bárbara, Turón, Mieres, Espagne
- 2023: Installation lumineuse[11]  dans le bâtiment rénové de la société AEW Capital Management, Boston, États-Unis

## Expositions solo (sélection)
- 2000: Regine Schumann: Spring: Rauminstallation (Printemps: L'installation d'espace)[12], Artothèque Cologne, Allemagne
- 2001: Nachtschwärmer (Les noctambules)[13], Stadtmuseum Oldenburg ((Musée de la ville d'Oldenbourg), Oldenbourg, Allemagne
- 2003: Leopold-Hoesch-Museum, Düren, Allemagne
- 2003: Reiseluft (Avant-goût de départ)[14], Kunstverein (Association artistique) Gelsenkirchen, Gelsenkirchen, Allemagne
- 2005: Night Owls (Hiboux de nuit), Centrum Kunstlicht in de Kunst, (Centre Lumière dans l'art), Eindhoven, Pays-Bas
- 2006: Candela, Galerie municipale Villa Zanders, Bergisch Gladbach, Allemagne
- 2009: Leuchtstücke (Morceaux lumineux), DA-Kunsthaus (Maison d'art), Hörstel, Allemagne
- 2010: Black Box, Museum Ritter, Waldenbuch, Allemagne
- 2011: Jump (Sauter), Kunstverein (Association artistique) Heidenheim, Allemagne
- 2014: Moving picture (Image en mouvement)[15], Museum gegenstandsfreier Kunst (Musée d'art non-objectif), Otterndorf, Allemagne
- 2018: Colormirror (Miroir de couleur)[16], Dep Art Gallery, Milan, Italie
- 2019: Feel Color (Sentir Couleur)[17], Galerie Judith Andreae, Bonn, Allemagne
- 2020: Push borders (Poussez les frontières)[18], Galeríe Rafael Pérez Hernando, Madrid, Espagne
- 2020: Regine Schumann[19], Axel Pairon Gallery, Knokke-Heist, Belgique
- 2020: Light Joy! (Joie de la lumière!)[20], Taguchi Fine Art, Tokyo, Japon
- 2021: Chromasophia[21], Dep Art Gallery, Milan, Italie
- 2022/2023: Regine Schumann: Between 2 Lights[22] Galerie d'art 5oz, Toronto, Canada
- 2023: Regine Schumann: Silent Change[23] Taguchi Fine Art, Tokyo, Japon
- 2024: Regine Schumann: Iris[24], Dep Art Gallery, Milan, Italie

## Participations aux expositions (sélection)
- 2004: Kunstlicht (Lumière artificielle)[25], E–Werk Hallen für Kunst (E-Werk halls pour l'art), Fribourg-en-Brisgau, Allemagne
- 2006: Lichtkunst (L'Art de la Lumière)[2], Kunstmuseum Celle (musée des arts de Celle), Celle, Allemagne
- 2007: Licht, Glas, Transparenz (Lumière, Verre, Transparence)[26], Kunsthalle Osnabrück, Osnabrück, Allemagne
- 2010: Gruppenausstellung Gabriele-Münter-Preis (Exposition collective Prix Gabriele Münter)[27], Martin-Gropius-Bau, Berlin et Frauenmuseum Bonn, Bonn, Allemagne
- 2011: Streng geometrisch (Strictement géométrique)[28], Musée d'art moderne Kunst Kärnten, Klagenfurt, Autriche
- 2013: Scheinwerfer – European Lightart (Spotlights – Lightart Européen)[29], Kunstmuseum Celle (Musée des arts de Celle), Celle, Allemagne
- 2013: Licht. Kunst. Kinetik (Lumière. Art. Cinétique)[30], Museum Ritter, Waldenbuch, Allemagne
- 2015: Enlight my Space (Illuminez mon Espace)[31], Kunsthalle de Brême, Brême, Allemagne
- 2015: ¡dark! (Foncé!)[32], Centre de Light art (Zentrum für Internationale Lichtkunst), Unna, Allemagne
- 2015: Lichtungen. Internationales Lichtkunstfestival (Clairières. Festival international d'art Lumière)[33], Musée Roemer et Pelizaeus, Hildesheim, Allemagne
- 2015: Wege zum Licht (Voies vers la Lumière)[34], Goethe-Museum (Musée Goethe), Düsseldorf, Allemagne
- 2017: FarbeLicht – LichtFarbe. Dem Licht auf der Spur (CouleurLumière – LumièreCouleur. Sur la trace de la Lumière)[35], Neuer Kunstverein Aschaffenburg (Nouvelle association artistique d'Aschaffenbourg), Aschaffenbourg, Allemagne
- 2017: Signal. Lichtkunst aus der Sammlung Robert Simon (Signal. Art de la Lumière de la Collection Robert Simon)[36], Kunstmuseum Celle (Musée des arts de Celle), Celle, Allemagne
- 2017: Rot kommt vor Rot (Le Rouge précède le Rouge)[37], Museum Ritter, Waldenbuch, Allemagne
- 2018: Labyrinth konkret ... mit Nebenwegen (Labyrinthe Concret ... avec des Chemins de traverse)[38] Musée au Kulturspeicher, Wurtzbourg, Allemagne
- 2019: Premio Lissone[39], Musée d'art contemporain, Lissone, Italie
- 2019: Goethe. Verwandlung der Welt (Goethe. Transformation du Monde)[40], Bundeskunsthalle, Bonn, Allemagne
- 2020: Lichtbild (Image de la Lumière)[41], Stiftung Schloss und Park Benrath, Düsseldorf, Allemagne
- 2020: Musterung. Pop und Politik in der zeitgenössischen Textilkunst (Pattern. Pop et Politique dans l'art Textile contemporain)[42], Chemnitz, Allemagne
- 2020: Fluoridescent[43], Galerie Renate Bender, Munich, Allemagne
- 2021: Art is Hope (L'art, c'est L'espoir)[44], Taguchi Fine Art, Tokyo, Japon
- 2023/2024: Vera Molnar and Friends[45], Das Esszimmer – Raum für Kunst, Bonn, Allemagne
- 2025: Konkrete Frauen. Neue Räume (Des femmes concrètes. De nouveaux espaces)[46], (L'exposition fait partie du projet d'exposition III Hellweg Konkret), Kunstmuseum Ahlen, Allemagne

## Vidéographie (sélection)
- 2021: Regine Schumann: Chromasophia[47] 03′ 19″
- 2024: Regine Schumann: Iris[48], 01′ 13″